# Pippa Passes
Pippa Passes est une « pièce dramatique » (dramatic piece), à la fois pièce de théâtre et poème, de Robert Browning, publiée en 1841 en tant que premier volume de sa série poétique Bells and Pomegranates (« Clochettes et grenades »).
L'auteur décrit son œuvre comme étant « le premier d'une série de pièces dramatiques ».

## Résumé
L'idée de base en est l'histoire d'une jeune fille innocente, traversant les faubourgs d'Asolo, peuplés de criminels, sans en être elle-même souillée. L'ouvrage créa un scandale lorsqu'il fut publié pour la première fois, du fait de sa description sans fard des personnages les plus méprisables de l'endroit — en particulier l'adultère Ottima — et pour la façon crue dont les questions sexuelles y sont abordées.

## Passage notoire
Le passage le plus connu de Pippa Passes est sans doute celui-ci, dont les deux derniers vers sont fréquemment cités :
God's in his Heaven
All's right with the world!
(Dieu est dans son Paradis
Tout va bien dans le monde !
| The year's at the spring, And day's at the morn; Morning's at seven; The hill-side's dew-pearled; The lark's on the wing; The snail's on the thorn; God's in his Heaven - All's right with the world! | L'année est à son printemps, Et le jour à son matin ; Et le matin est à sept heures ; Le flanc de la colline est perlé de rosée ; L'alouette vole dans les airs ; L'escargot est sur la ronce ; Dieu est là-haut dans son Ciel — Tout va bien dans le monde ! |

## Vocabulaire de Robert Browning
La recherche de mots rares par Robert Browning a pu l'amener à faire des erreurs fâcheuses, comme en témoignent ces vers de Pippa Passes :
| Then owls and bats Cowls and twats Monks and nuns in a cloister's moods Adjourn to the oak-stump pantry, | Puis chouettes et chauves-souris Capuchons et twats Moines et nonnes d'humeur cloîtrée Se rendent à l'officesolivé de chêne. |

dans lesquels il utilise le mot twat sur la foi d'un poème du XVIIe siècle qu'il avait trouvé, et où il avait cru — bien à tort — que le mot désignait la coiffe des nonnes (tout comme cowl le capuchon des moines), alors qu'il s'agit d'un mot vulgaire désignant le sexe féminin.

## Adaptations
La pièce a été adaptée au cinéma : 
- 1909 : Pippa Passes; or, The Song of Conscience, de David Wark Griffith